# 真空ポンプ

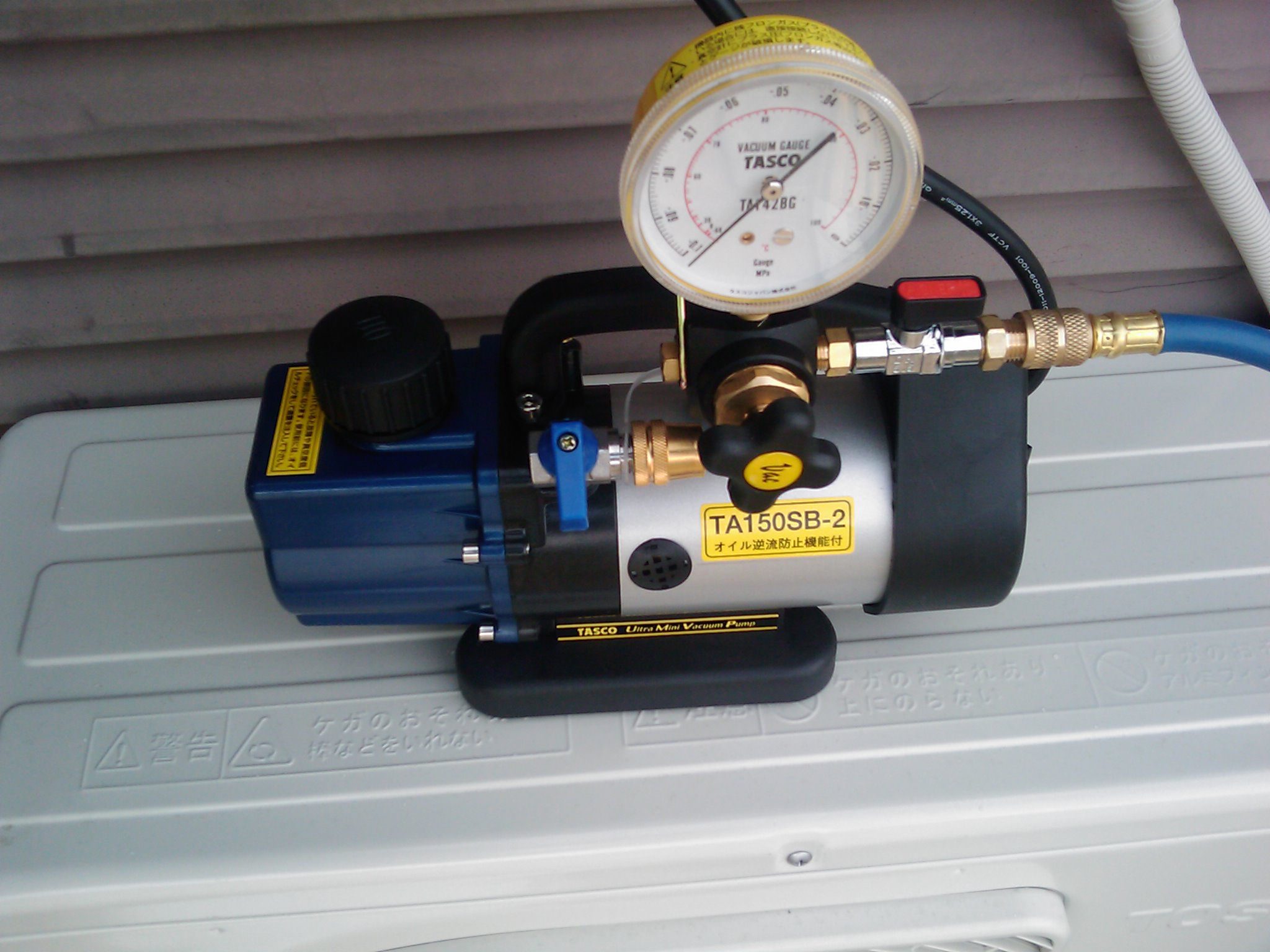
真空ポンプでエアコンの真空引きを行っているところ

真空ポンプ（しんくうポンプ、バキュームポンプ、vacuum pump）とは、容器内から気体を排出し、真空を得るためのポンプである。1650年にドイツのオットー・フォン・ゲーリケにより発明された。1台で超高真空から大気圧までをカバーするのは非常に困難なため、多くは粗引き用のポンプとメインの真空排気用のポンプを組み合わせて使うが、用途によって1台で済む場合は粗引きポンプ、メインポンプなどの呼び分けはしない。

## 構成
真空ポンプは以下の3つにより構成される。
- 吸気口：気体を吸入する部分である。真空チャンバーなどに接続するため真空フランジが用いられることが多い。真空ポンプの主要スペックである排気速度は単位時間当たりの吸気口を通過した気体の量とJISに決められている。
- 排気口：真空ポンプ内部に入れられた気体は排気口より排出される。真空ポンプによってはこの排気口の圧力も大気圧以下でないと作動しないポンプもある。また、気体溜め込み式ポンプは内部に気体を溜め込むため排気口は存在しない。しかし無限に蓄えられるわけではないため、別に真空ポンプを用意し、定期的に吸気口より排気しなければならない。
- ポンプ：各ポンプ作用を起こす部分。これらはそれぞれの真空ポンプの種類により大きく異なる。

## 分類
どれだけの真空度を必要とするか、また排気する気体の成分によって、使用すべき真空ポンプは異なる。真空ポンプの分類法は原理による分類、使用圧力による分類、油を用いるか用いないかの分類などによる。
真空ポンプで最も一般的なのは排気量、到達圧力、価格などの総合面で優れた性能を持つ油回転型真空ポンプ（ロータリーポンプ）である。最も安価であろう手押し式は、エアコンの冷媒注入用として市販されている。
吸着装置やアスピレータなどの低真空向けに安価なダイアフラムポンプもかなり普及している。

### 排気方法による分類
真空ポンプは気体を吸気側から排気側に向かって輸送する方式により排気する気体輸送式真空ポンプと、真空ポンプの中に吸気側から入ってくる気体を溜め込む「気体溜め込み式ポンプ（entrapment (capture) vacuum pump）」に分類される。
また、気体輸送式真空ポンプは一定容積の気体を吸気側から排気側に輸送する方式の「容積移送式真空ポンプ（positive displacement pump）」とポンプ内の別の物質の運動エネルギーにより排気側へ気体を輸送する「運動量輸送式真空ポンプ（kinetic vacuum pump）」に分けられる。

### 作動圧力領域による分類
1台で大気圧から高真空まで排気することが可能な真空ポンプは存在しない。その排気方法によって作動する圧力が決まっており、使い分けなければならないことを意味する。特に高真空領域まで排気するためには高真空まで排気できるポンプの排気側に大気圧から作動するポンプを別に用意しなければならず、排気側（背圧側）の圧力を下げなければならない。このような場合は高真空まで排気できるポンプを「主ポンプ（main pump）」、主ポンプの背圧側のポンプを「補助ポンプ（backing vacuum pump）」と呼ぶ。補助ポンプは主ポンプを使用する領域を、主ポンプを作動させることができる圧力まで排気する粗引きを行うことも含むため「粗引きポンプ（roughing vacuum pump）」と呼ばれる場合もある。
また、大気圧から作動するポンプを「低真空ポンプ（low vacuum pump）」、高真空で作動するポンプを「高真空ポンプ（high vacuum pump）」と分類する場合もある。

### ドライ、ウェットによる分類
高真空領域まで排気されたチャンバ内では、実は排気だけではなく真空ポンプ自体から発生する気体成分が大きな割合を占める場合がある。特に真空ポンプ内でオイルや水分などを使用する場合はそれ自体の蒸発がチャンバ内での作用に大きな影響を与える場合がある。特に微細なコントロールが求められる集積回路の製造工程である半導体プロセスでは僅かな蒸気の混入が製品の歩留まりに影響することもあるため、真空ポンプ自体が油などを使わないドライなポンプなのか、油などを使用するウェットなポンプなのかは非常に重要な問題となる。そのため、現在では油を使用しないポンプを「ドライポンプ（dry pump）」、油を使用する真空ポンプを「ウェットポンプ（wet pump）」と分類している。

## 歴史

スプレンゲルポンプ

真空ポンプの先駆けとなる吸引ポンプは、1206年に技術者で発明家のアル＝ジャザリが発明した。吸引ポンプは15世紀になってヨーロッパにもたらされた。1551年にはタキ・アッディン・ムハンマド・イブン・マルーフが6気筒式ポンプを発明した。これもかなり真空に近い状態を作り出せるもので、鉛の錘を上に動かすと、それに伴ってピストンが上に引かれ、真空状態になったシリンダーに水を吸引し、バルブで水が逆流しないようにする構造だった。
17世紀までにポンプの設計が進化し、ほとんど真空の状態を作り出せるようになったが、その事実に人々が気づくにはやや時間がかかった。当時わかっていたのは、吸引ポンプはある高さ以上にまで水を引き上げることができないという事実だった。1635年ごろ測定された結果では18ヤードだった（帝国標準ヤード制定前なのでメートルへの換算は不明だが、だいたい9から10メートルと考えられる）。この限界は灌漑や鉱山の排水にとっての懸念材料であり、当時噴水を作ろうとしていたトスカーナ大公フェルディナンド2世にとっても問題だった。そこでトスカーナ大公はガリレオ・ガリレイに問題の調査を依頼した。ガリレオは科学者らにこの問題を広く問いかけた。その中の1人であるガスパロ・ベルティは問題を再現する装置を製作した（1639年 ローマにて）。これは水を使った一種の気圧計である。ベルティの気圧計は水柱の上に真空を生じさせたが、当人はそれが真空であるとは分かっていなかった。1643年、エヴァンジェリスタ・トリチェリが突破口を開いた。ガリレオの記述に基づき、トリチェリは世界初の水銀を使った気圧計を作り、水銀柱の上の空間が真空であると結論付けた。また水銀柱の高さは、大気圧で支えられる最大重量に対応していることがわかった。なお、トリチェリの実験は重要だが、実際にその空間が真空であると証明したのはブレーズ・パスカルの実験だとする説もある。
1654年、オットー・フォン・ゲーリケは世界初の真空ポンプを発明し、有名なマクデブルクの半球の実験を行い、内部を真空にした2つの半球を何頭もの馬で引っ張っても半球が外れないことを示した。ロバート・ボイルはゲーリケの設計を改良し、真空の性質について様々な実験を行った。なお、ボイルの真空ポンプの開発にはロバート・フックも助手として関わった。1690年、ドニ・パパンはシリンダーに少量の水を入れてピストンで密封し、それを外から熱したり冷やしたりする実験を行い、中に真空状態が作られることを発見した。トーマス・セイヴァリは1698年にドニ・パパンと同様の原理で水を吸引するポンプを完成させた。セイヴァリはこれを「鉱夫の友」と呼び、鉱山の排水にこれを使った。
その後真空の研究に進展はなかったが、1855年にハインリッヒ・ガイスラーが水銀を使ったポンプを発明し、10 Pa（0.1 Torr）という真空の記録を達成した。1865年、ハーマン・スプレンゲルは更に高い真空度を生み出せるスプレンゲルポンプを発明した。このレベルの真空の電気的性質が観測可能になってくると、再び真空への興味が増大し、そこから電球や真空管が開発されることになった。

## ポンプの種類
- ロータリーポンプ
- 拡散ポンプ
- 揺動ピストン型ポンプ
- 蒸気エゼクターポンプ
- 水環ポンプ
- ソープションポンプ
- ターボ分子ポンプ
- イオンポンプ
- ゲッターポンプ
- クライオポンプ
- メカニカルブースターポンプ
- ダイアフラムポンプ
- ルーツ型ドライポンプ
- クロー型ドライポンプ
- スクリュー型ドライポンプ
- サイドチャンネル型ドライポンプ
- スクロール型ドライポンプ
- ベーン型ドライポンプ
- ドライロータリーベーンポンプ
- 液封式ポンプ
- ルーツポンプ
- ロータリーベーンポンプ
- カム型油回転ポンプ
- ピストンポンプ
- 揺動ピストンポンプ
- 往復動式自由非弁式ポンプ
- 往復動式スライド弁式ポンプ
- スチームエジェクタ
- 水エジェクタ
- アスピレータ
- エアーエジェクタ
- 分子ドラッグポンプ
- スパッタイオンポンプ
- サブリメーションポンプ
- 非蒸発型サブリメーションポンプ